# 星のカービィ カービィ&デデデのプププ日記
『星のカービィ カービィ&デデデのプププ日記』（ほしのカービィ カービィとデデデのプププにっき）は、『てれびげーむマガジン』に2ページのカラー漫画として掲載されているギャグ漫画である。
元々は『ファミ通DS+Wii』〈連載開始時は『ファミ通DS+キューブ&アドバンス』〉にストーリー漫画として連載されていた。2006年2月号から11月号までは路みちるが、12月号以降はまつやま登が執筆している。

## 概要
『ファミ通DS+キューブ&アドバンス』（後に『ファミ通DS+Wii』に移行）の漫画付録「ファミ2コミック」2006年2月号にて連載開始。
ストーリーは毎回1話完結。プププランドを舞台にカービィとデデデ大王が時々騒動を繰り広げるドタバタギャグ漫画となっている。
第11話にて作者が路みちるからまつやま登に代わり、設定も新たに作り直された（後述）。
まつやまはそれと並行して『てれびげーむマガジン』2009年の第2号からはる号までの『カービィ&デデデのプププ日記』として連載。その後も同紙でカービィの漫画を掲載していたが、いずれもキャラ設定などは本作と共通しており、最終的に『星のカービィ カービィ&デデデのプププ日記』として統合されている。こちらは発売したゲームに合わせた2ページのカラー漫画。
連載は2014年2月号で100回を迎えており、当時の小学館の3大長寿カービィ漫画（『星のカービィ (さくま良子の漫画)』『星のカービィ デデデでプププなものがたり』『星のカービィ! も～れつプププアワー!』）に並ぶ長寿作品となった。
しかし『ファミ通DS+Wii』2016年2月号にて突然の最終回を迎え、路みちる時代から数えて10年に渡る連載が終了した。上述した『てれびげーむマガジン』での掲載はその後も継続しており、作品自体が終了した訳ではない。これら期間を合算すれば『も～れつプププアワー!』を超え、さくま良子版（『プププなまいにち』）と『デデデでプププなものがたり』に次ぐ連載期間を誇る。
路みちるもまつやま登も、それまでにカービィのアンソロジーコミックの執筆を行ったことがある人物である（前者は4コマギャグバトル〈光文社〉、後者は4コマまんが王国〈双葉社〉）。なお、路は本作の執筆後、同出版社のゲーム雑誌ぴこぷりにて『星のカービィ ぽよぽよな毎日』を執筆している。

## ストーリー
プププランドを舞台にカービィとデデデ大王、そしてドロッチェ団が時々騒動を巻き起こす。 色々なサブキャラクター（殆どはゲームでのデデデ大王の部下。漫画内では特に敵という設定はない）が登場しカービィたちを巻き込む。

## 作品の特徴

### 全体的な変化
1話 - 10話
カービィとデデデ大王、パラソルワドルディがプププランドの仲間たちとやり取りする話になる。10話（路版としては事実上の最終話）からメタナイトが登場し、カービィと決闘を始める。この設定は路の別作品『星のカービィ ぽよぽよな毎日』に継承されている。
11話以降
作者の変更に伴い、既存の世界観をベースにしつつキャラクターの設定（主にカービィやデデデ大王などの主要キャラクターの性格など）が大幅に作り直され、11話が実質的な1話という形となっている。物語初期は『星のカービィ 参上!ドロッチェ団』が発売された時期であったため、ドロッチェ団がデデデ大王から宝を盗もうとするという話だった。

## 登場キャラクター

### メインキャラクター
カービィ
この漫画の主人公。宇宙一の能天気物で食いしん坊。得意技はコピー技。
路みちるのカービィ
ポップスターのアイドルで、ポップスター人気者ランキングでは毎年トップ。第2話では「第1回デデデ大王杯 食事券争奪合戦」で食事券を手に入れられなかったが、たくさん食べ物を食べられた（ワドルディたちがデデデ城の食料庫から持ち出し、妨害に使っていたものだが）ことに満足したりと結構満更でもない様子。
第9話では、パラソルワドルディに代わってデデデ大王の世話係をしたことがある（最後はデデデがカービィの世話係になってしまった）。
食べ物を丸ごと食べる（この時デデデ大王にお裾分けしたが、「こんなことできるのはお前しかおらんわー!!」と突っ込まれた）。メタナイト（下記参照）からは目の敵にされている。また、プププランドの住人やデデデ大王の部下の殆どからさん付けで呼ばれている。
もちろんボケ役だが、本人もそれなりに醜い目にあうこともある。ちなみにかつて路が描いた4コマ時代と比べて少し目が大きくなっている。
まつやま登のカービィ
第12話では、ドロッチェに捕まったことがある。どんなことがあっても笑顔を絶やさず、津波に巻き込まれたり、プレゼントの中の爆弾が爆発して怒ったウジャに追いかけられたり、激怒したクラッコに追いかけられても笑っていた。また、責められている事に無自覚であることが多く、クラッコのケーキを食べたことにクラッコを怒らせ、どこかに行ったことにデデデ大王たちに怒られたり、かき氷に使う氷を全部食べてデデデ大王に追い出されても、何故怒られているのか全く理解できなかった。モノボケをすることが多いが、カービィの作るカレーはすごくおいしい。
かつてまつやまが描いた4コマ時代に比べて目がやや丸くなり、性格面も能天気振りが強調されており尚且つかなり幼い感じになっており、喋り方も単語を伸ばして喋るなど、設定が大きく変化している。
デデデ大王
プププランドの王さま。また、デザインは『星のカービィ64』のデデデ大王。今作の準主人公。
路みちるのデデデ大王
いつもカービィに振り回されているが、カービィのことを心配するなどあまり敵対心は持っていない（カービィ曰く「いばりんぼだしちょっと意地悪なところもあるけど、大切な友達」）。短気で気紛れで細かいことを気にしない性格だが、病気のふり（仮病）をしたり城のキッチンから王室までの隠し通路を忘れていたりとどこか抜けていて憎めない。ポップスター人気者ランキングでは3位で、毎年トップのカービィに多少嫉妬を感じているようで、第2話では住人の好感度をアップさせようと“大王様と食事会”を開催したことがあるが、結局は失敗に終わっている。第4話では歌がカービィと同じようにひどく音痴である。また、第9話ではカービィの世話係にされてしまったことがある。（本人曰く「カービィに世話をされるよりカービィの世話をするほうがマシ」との事。）
まつやま登のデデデ大王
第14話では、こっそりと露天風呂に行ったことがある。本人曰くいくら食べても太らない体質。どちらかと言うとボケ役。第16話では花見の芸で縄抜けに挑戦したが、カービィたちに見放された。カービィにかき氷に使う氷を全部食べたことに激怒して城の出入りを禁止したりと大人気ないところもある（21話）。また、仕事に関してはかなり無気力で、それが原因で彼の仕事ぶりを見に来たチップたちから幻滅させられた。
パラソルワドルディ
デデデ大王の世話係兼ツッコミ役。かなりの心配性。ポップスター人気者ランキングでは2位。デデデ同様、今作の準主人公。
路みちるのパラソルワドルディ
第9話ではデデデ大王の世話に疲れたため、カービィに世話係を代わってあげたことがある。また、ワドルディ隊の隊長でもあるところからアニメ星のカービィに登場するワドルドゥ隊長に共通する点が多い。一人称は「ボク」。
まつやま登のパラソルワドルディ
第13話では、ドクにパラソルを盗まれただのワドルディになったことがある。デデデ曰く芸がないらしく、「ちょんまげ」や「ゴルフ」などといったありきたりな一発芸を見せたとき、デデデ大王にある芸人のツッコミ担当のようなツッコミを入れられるほど。一人称は「ワタシ」

### プププランドの住人
ワドルディ
プププランドに住んでいる住人で、ほぼ空気と化していることが多い。ワドルディ隊の一員。アニメ同様たくさんいる。
ブロントバート
プププランドに住んでいる住人で、プププランドの伝書鳩的存在（第9話でメタナイトに手紙を渡しに来たところから）。
キャピィ
プププランドに住んでいる住人。キノコの帽子を被っているものや被っていないものがいる。ワドルディ同様、空気と化していることが多い。
ワドルドゥ
プププランドに住んでいる住人。第1話では雪合戦のリベンジをしようとしたデデデ大王に「ムチャクチャだなぁ」と言って逆鱗に触れかけたことがある（デデデ大王からは「ムチャクチャだなぁ」を「ムチムチプリンだなぁ」と聞こえたらしい）。
その他にドーナツ屋を営む者もいる。
サーキブル
デデデ大王のもう一人の世話係。カービィのことを「カービィ殿」と呼ぶ。
ブルームハッター
プププランドの掃除屋。いつでも掃除している。
スカーフィ
プププランドの住人。結構空気と化していることが多い。
コロロン
プププランドの住人。スカーフィ同様空気と化していることが多い（以下ここから「空気と化していることが多い」が続くので省略する）。
ロッキー
プププランドの住人。
Mr.フロスティ
プププランドの住人。21話では、氷屋として登場した。そのほかにもカキ氷屋としても登場する。
カービィのことを「カービィちゃん」と呼ぶ。
ボンカース
プププランドの住人。
デッシー
朝からトレーニングをしている元気盛んな住人。第4話では、一発芸で「ロケットパンチ」（あまり飛んでいない）を見せた。
Mr.チクタク
プププランドに住んでいる住人。第4話ではカービィに吸い込まれてしまったことがある。また第9話では、デデデ大王を起こしたこともある。
ビルゲ
プププランドに住んでいる住人で、カービィ同様食いしん坊。第4話では、リープと共に見苦しい一発芸を見せたがカービィとデデデには好評だった。
リープ
プププランドに住んでいる住人。第4話では、ビルゲと共に見苦しい一発芸を見せたがカービィとデデデには好評だった。カービィに好意を抱いている。配達屋代理を任されたカービィに御礼のキッスをしたが、カービィ本人は複雑な気分だった。
ウィスピーウッズ
プププランドに生えているリンゴの木。第10話で、アックスナイトが投げた斧にぶつけられて怒った。
ガブリエル
竜宮ホールの支配人。しかし、請求書は300,000Gといった高値である（ある意味ぼったくり）。
まつやま版では凍った池で泳いでいたところをチリーたちは池の主と勘違いし、ドーナッツ、ケーキなどで釣ろうとしたが、全部彼に食べられた。このときの喋り方は、路が描いたのと比べて少し粗野な喋り方になっている。
パクリエル
竜宮ホールでウェイターとして働いている。
ブリッパー/スクイッシー/グランク
竜宮ホールで働いている。ブリッパーが踊り子、スクイッシーが踊り子&乙姫の胴体、グランクが乙姫の頭として登場している。
コックン
デデデ城で料理を作っている料理人で料理の修業は厳しい。本人曰くキッチンでは彼が王様である（彼に逆らうと城にある全部の皿を洗わされる。たとえデデデ大王でも）。
クラッコ
空を縄張りにしている喧嘩っ早い雲。怒るたびに口調が荒くなるうえ、気象が悪化する。意外と食いしん坊かつ甘党で、ケーキやキャンディーが大好物。また、運動会ではパン食い競走に出場しようとした（デデデ大王曰く「要するにパンが食べたいだけ」）が、彼のせいで雨が降ってしまったため、城内で運動会することになったが、カービィにパンを食べられたため怒った。ドクが造ったメカクラッコを「オレのニセモノ」と呼ぶ。
クールスプーク隊
てるてる坊主集団で彼らが雨雲に行くと晴れるが明るいのが苦手である。
ほしくん
カービィの友達。夜中では輝いている。お宝鑑定大会に出場した。
出品物はおばあちゃんから受けついだという100年モノのウメボシだが鑑定される前にカービィに食べられた。
余談だが、司会者のチューリンからはほしくんさんと不自然な呼び方をされていたのでくんがあたかも名前の一部として扱われている。
リック
カービィの友達。看板を使わないと話すことができない。お宝鑑定大会に出場した。
出品物は巨大スイカだがウメボシと同じく鑑定される前にカービィに食べられた。
クー
1コマのみ登場。
チュチュ
カービィの友達。お宝鑑定大会に出場した。
出品物は変な形のニンジンだがウメボシやスイカと同じく鑑定する前にカービィに食べられる。
また顔が原作とかなり違う。
コックカワサキ
プププランドに住んでいるコック。お宝鑑定大会に出場した。
出品物を見せる前にカービィに食べられた。
バブルヘッド
1コマのみ登場。
アニー
バブルヘッド同様1コマのみ登場。背景として登場することがある。
バイオスパーク
1コマのみ登場。スピンのために手裏剣を分けてあげた。非常に用心深く、特に地下通路から出てきたカービィたちを不審者と勘違いして手裏剣を投げつけている。
ウジャ
カービィがスピンの武器になりそうなものを探す際に見つけたサーベル・・・だが、これはそれらが集まってできたものであるためドロッチェに「アジトを虫だらけにするなーっ」と怒られた。
第22話では、ボクシィ（後述）にプレゼントをストロン（これはパラソルワドルディの勘違い）に届けるように頼んだが、事実上プレゼントの中身が爆弾であったため、サーベル形態になって怒った（とは言っても、箱の中身が爆弾であるため怒るのもしょうがなかったと捉えることができる）。
チリー
第14話に登場した雪だるま。デデデ大王がデートに行くと勘違いしていた。短気な性格で、江戸っ子のべらんめぇ口調である。他の住人では珍しく、カービィとデデデ大王のことを呼び捨てにする。第52話で再登場し、カービィと雪遊びをした。
プランク
第17話で、1コマのみカービィのマジックを見に来たいたずらっ子。
チップ
プランク同様、第17話で1コマのみカービィのマジックを見に来た狐。
ボクシィ
第22話で登場した箱の女の子。穴に落ちたところを「体が大きくて手が青くて眼帯をしていて耳がある人」に助けられたことに、その人に好意を抱き、プレゼントをあげようとした（しかし中身は爆弾）。
ちなみに「体が大きくて手が青くて眼帯をしていて耳がある人」とはストロンではなく蜂に刺されたデデデ大王である。
モーリィ
配達屋を営んでいるモグラ。腕を骨折し配達できなくなったため、カービィとパラソルワドルディに配達屋代理を任せた。
ミセス・モーリィ
モーリィの妻。
テッドホーン
森に現れる化け物として登場した幽霊。実は花粉が体に纏まりついただけ。また、ミラポンとゾビッポン、デラゾッポンに自身の家を勝手に住み着かれたこともあった。
バーニンレオ
花火を作って生計を立てている熱血漢。
バウンシー
97話にてカービィやチュチュとともに、ピンク３人むすめというダンスチームを組んだ女の子。チュチュと仲が良いらしい。

### メタナイトとメタナイツ
メタナイト
礼儀正しく騎士道精神あふれるクールな騎士で、カービィとはよきライバル関係。部下ではないが、デデデ大王に忠誠を誓っている。
路みちるのメタナイト
カービィに対して並々ならぬ敵愾心を抱いており、カービィを見た途端に敵意をむき出す。普段はメタナイツと共に西の砦に住んでいる。また、住人がゲームのようにカービィの妨害をしていないと満足しない。
実は栗ご飯が大好物という意外な一面もある。
まつやま登のメタナイト
花粉症という設定が加えられた。今作の常識人。デデデに対する忠誠心は高く、彼がピンチの際には颯爽と駆けつける。
メタナイツ
メタナイトの部下たち。全員ウィスピーウッズに吹っ飛ばされた。
アックスナイト
「メタナイツ」の一人の斧の騎士。
メイスナイト
「メタナイツ」の一人の鎚矛の騎士。
トライデントナイト
「メタナイツ」の一人の三叉の槍の騎士。
ジャベリンナイト
「メタナイツ」の一人の投げ槍の騎士。

### ドロッチェ団
お宝鑑定士の正体である盗賊団。
ドロッチェ
ドロッチェ団の団長。常に宝のことを考えており、それ故にデデデ大王の宝を狙っているが、いつもカービィによって失敗に終わったり、デデデ大王の気紛れに呆れたりする。意外と部下思いで、ダイエットで何も食べないストロンに何か食べさせるためにカービィたちと共にケーキを作ったことがある。また、盗みを知らせる際は手紙に切手を貼って送っている（デデデ曰く「律儀」）
第16話では、鎖抜けに挑戦したが、縄抜けに挑戦していたデデデ大王と共にカービィたちに見放された。
普段は冷静だが、かき氷が大の苦手で見ると気絶する（ドクによると昔かき氷を食べて虫歯が痛み出してしまったことがトラウマになってしまったとのこと。スピン曰く「自分だって怖いものあるじゃん…」）。
この漫画では珍しく悪役であるが、ストーリーにつれて段々性格が丸くなっている。メタナイト同様、今作の常識人。
スピン
ドロッチェ団の忍者。第13話ではドクに手裏剣とかぎ爪をダメにした（刃の部分を研ぎすぎてスベスベにした）ことで怒ったことがある。ドクが盗んだ武器に逐一文句を言った。ドロッチェのシルクハットを洗濯機と間違えて研磨機に入れてズタボロにしてしまったことがある。お化けが苦手。一人称は「オイラ」。
ストロン
ドロッチェ団の巨漢。基本的に無口でカタコトな言葉で喋る（例「オレ…太りすぎた」、「チューリン…すまん」、「オレ…ハラ踊り」など）。チューリンを潰して怪我させてしまったため、ダイエットをしたことがある（後にドロッチェとチューリンの説得により、ダイエットをあきらめるが）。
ドク
ドロッチェ団の博士。第13話ではスピンの手裏剣とかぎ爪を研磨機に入れ、研ぎすぎてしまったことでスピンを怒らせたため、代わりのものを盗んだがスピンに「ドクが勝手にやったこと!!悪いのは全部ドクなんだよ!!」と罵られショックを受けた。第16話ではカービィたちに芸人魂を見せた（スピン曰く「ドクいつから芸人になったんだ」）。
チューリン
ドロッチェ団の下っ端。お宝鑑定の司会をしていた。その一人（一匹?）はストロンに潰されて怪我してしまったことがある。21話ではカービィとはすっかり仲がよくなっている。
メカクラッコ
ドクが造り上げた機械仕掛けのクラッコ。最初はホイールカービィに衝突してプログラムがおかしくなり、雨ではなく飴を降らせてしまった。ドロッチェはこれを使い、嵐を起こしてデデデ大王がパニックに陥った時に宝を奪おうと言う計画であった。それを阻止しようと戻ってきた（キャンディーにつられて戻ってきた）クラッコに出くわし、お互い電撃合戦を始めたが、もっとキャンディーが食べたいホイールカービィに再び衝突され大破した。クラッコ曰く「オレのニセモノ」。
ヤドガイン
第23話でドクが搭乗するヤドカリ型ロボット。ドロッチェがカービィに浴槽の大きさを教えてもらった後、その浴槽を盗む時に搭乗した。しかし、カービィに教えてもらったのは浴槽ではなく、ビニールプールだった。

## 作中で登場したコピー能力
マイク
第4話にて、花見の一発芸でMr.チクタクの能力をコピーした。その大音響は桜の花が落ちてしまうほど。
ソード
第10話にて、メタナイトの決闘の際にコピーした。メタナイトは「腕を上げたな!」とカービィの腕前を認めている模様。
アニマル
第12話にて、ドロッチェに捕まりデデデ城のありかを探らせるためにしぶしぶコピーした。
モーリィが腕を骨折した時、代理としてコピーした。
ニンジャ
第13話の1Pの1コマしか登場していない。
エンジェル
第14話にて、ドロッチェに襲われたデデデを助けるためにコピーした。
ファイア
第15話にて、壊れたオーブンの代わりにコピーした。一見焼き過ぎて焦げているように見えるが、ちゃんと焦げずに出来上がっていた。
第16話では、雲を溶かす時に使われたが、くしゃみをしたせいでスピンを落としてしまったことがある。その他に、蚊が鬱陶しいため、この能力を使い、デデデ城を火事にしてしまっている。
メタル
第15話にて、ボイスボルカノを探索しているストロンを踏み潰した。
U.F.O.
第16話にて、ドクとともに漫才をする際にコピーした。カービィはツッコミ役を演じたが、ツッコミはビーム。
マジック
第17話にて、パラソルワドルディに頼まれてコピーした。尚、シルクハットはスピンとドクによってドロッチェのシルクハットの代わりにされたことがある。
ホイール
第18話にて、デデデ大王からクラッコを探すように言われたカービィがメカクラッコをクラッコと勘違いし、キャンディーがなくなったため、もう一度メカクラッコに体当たりする時にコピーした。尚、このコピーは連続2回使用した。
第24話では、スピンと徒競走する時に使用して勝った（スピン曰く「自分の脚で走ってないじゃん」）。
トルネイド
第21話にて、デデデ大王を涼しくさせてあげるためにコピーした。
スロウ
第21話にて、トルネイド同様デデデ大王を涼しくさせてあげようとコピーしたが、文字通りただ投げ飛ばすだけなので、デデデ大王に「投げられても涼しくならんわっ」と怒られた。
第22話では、パラソルワドルディとボクシィを、ストロンが乗っている船まで飛ばした。
ゴースト
第21話にて、こちらもトルネイドとスロウ同様、デデデ大王を涼しくさせようとコピーした（デデデ曰く「そんなかっこうしてもワシは涼しくならんぞ〜」）。スピンはこの能力にコピーしたカービィを見て逃げ出したが、チューリンたちには評判だった。
アイス
第21話にて、こちらも上記の3つの能力同様、デデデ大王を涼しくさせようとコピーした。デデデ城を氷付けにして涼しくさせ、かき氷を作った。雪を積もらせるためにクラッコの降らせた雨を凍らせて雪にした。
バブル
第23話にて、スピンのマフラーとストロンのバンダナ、ドクのUFOをピカピカにしたほか、デデデ城の浴槽を泡風呂にする時にコピーした。
コック
パラソルワドルディの不在中、デデデ大王の食事を作るときにコピーし、カレーライスを作った。

## コミックス
基本的に書籍での単行本の発売は無く、今までの話をまとめたコミックスが雑誌の付録として冊子化された程度であった。しかし2014年にベストセレクション（傑作選）という形のムック本として発行されている。
また、『てれびげーむマガジン』版は長らく付録にすらもならなかったが、2022年に傑作選として冊子・付録化された。

### 付録
『毛糸のカービィ』発売記念の巻（2006年2月号〜2007年6月号）
ファミ通DS+Wii（2010年12月号）カバー付き。
『星のカービィWii』発売記念の巻（2007年7月号〜2008年9月号）
ファミ通DS+Wii（2011年12月号）
『星のカービィWii』50万本記念の巻（2008年10月号〜2010年6月号）
ファミ通DS+Wii（2012年5月号）
『星のカービィ』20周年記念の巻（2010年7月号〜2012年5月号）
ファミ通DS+Wii（2012年7月号）
まんが星のカービィ 超まとめブック
てれびげーむマガジン September 2022

### 書籍
- 『星のカービィ カービィ&デデデのプププ日記 ベストセレクション』2014年4月30日発売、ISBN 978-4-04-729595-7